# Klara Carrièreprijs
De Klara Carrièreprijs is een prijs die door de Vlaamse radiozender Klara sinds 2001 wordt uitgereikt. De prijs is een eerbetoon aan een Vlaams musicus met een internationale uitstraling.

## Laureaten
- 2001 - Walter Boeykens (1938-2013), klarinettist
- 2002 - Rita Gorr (1926-2012), mezzosopraan
- 2003 - Wannes Van de Velde (1937-2008), zanger
- 2004 - Vic Nees (1936-2013), koordirigent en componist
- 2005 - Paul Van Nevel (°1946), dirigent
- 2006 - Frederik Devreese (1929-2020), componist en dirigent
- 2007 - Toots Thielemans (1922-2016), mondharmonicaspeler
- 2008 - René Jacobs (°1946), contratenor en dirigent
- 2009 - Lucienne Van Deyck (°1940), mezzosopraan
- 2010 - Jozef De Beenhouwer (°1948), pianist
- 2011 - Philip Catherine (°1942), jazzgitarist
- 2012 - Zeger Vandersteene (°1940), tenor
- 2013 - André Laporte (°1931), componist, muziekpedagoog, musicoloog, organist en programmamaker
- 2014 - Philippe Herreweghe (°1947), dirigent
- 2015 - Sigiswald Kuijken (°1944), musicoloog, docent, violist en dirigent
- 2016 - Fred Van Hove (°1937), pianist en jazzmusicus
- 2017
- 2018 - Jos Van Immerseel (°1945), pianist en dirigent
- 2019 - Jerry Aerts, directeur deSingel
- 2020 - Bernard Foccroulle (°1953), componist en operadirecteur
- 2021
- 2022 - Sigiswald Kuijken (°1944), violist en dirigent